# ISO 3166-2:SZ
ISO 3166-2:SZ è la specifica dello standard ISO 3166-2, parte della norma ISO 3166 dell'Organizzazione internazionale per la normazione (ISO), che definisce i codici per i nomi delle principali suddivisioni dell'eSwatini (il cui codice ISO 3166-1 alpha-2 è SZ).
Attualmente i codici coprono i quattro distretti. Iniziano con la sigla SZ-, seguita da due lettere.

## Codici attuali
I codici e i nomi sono elencati nell'ordine standard ufficiale pubblicato dalla ISO 3166 Maintenance Agency (ISO 3166/MA).
| Codice | Suddivisione |
| ------ | ------------ |
| SZ-HH  | Hhohho       |
| SZ-LU  | Lubombo      |
| SZ-MA  | Manzini      |
| SZ-SH  | Shiselweni   |